# Panagía (Élide)
Panagía, en grec moderne : Παναγία, est un village du dème d'Élis, district régional d’Élide, en Grèce-Occidentale.
Selon le recensement de 2011, la population du village compte 122 habitants.